# Phil Taylor (jugador de dardos)
Phil Taylor (Stoke-on-Trent, Inglaterra, 13 de agosto de 1960), también conocido por su apodo The Power, es un jugador de dardos inglés. Considerado uno de los mejores lanzadores de la historia, a lo largo de sus treinta años de carrera profesional ha ganado 16 campeonatos mundiales (2 títulos mundiales del Campeonato Mundial de Dardos de la BDO y 14 títulos mundiales del Campeonato Mundial de Dardos de la PDC) —ocho consecutivos entre 1995 y 2002— y un total de 85 torneos oficiales.
La trayectoria profesional de Taylor comenzó en 1987 en los torneos de la Organización Británica de Dardos (BDO), hasta que en 1993 abandonó la organización para convertirse en uno de los fundadores del Consejo Mundial de Dardos, la actual Professional Darts Corporation (PDC). Al término del campeonato mundial de 2017 anunció su retirada del circuito profesional.